# SNCF X 5500
Der X 5500 war ein vierachsiger, dieselbetriebener Verbrennungstriebwagen der französischen Staatsbahn SNCF. Aufgrund seines in zweifacher Hinsicht einseitigen, erhöhten Fahrstands zählt er zu den markantesten französischen Triebwagen. Mit den Triebwagen der Baureihe X 5800 bildet er die Bauart der auch „Mobylettes“ oder „U150“ genannten Autorails unifiés 150 ch (150-PS-Einheitstriebwagen).

## Geschichte und Beschreibung
Nach dem Ende des Zweiten Weltkriegs verfügte die SNCF über einen sehr inhomogenen Park an Dieseltriebwagen, der sich aus kleinen, noch an die Vorgängerunternehmen ausgelieferten Typen zusammensetzte. Zudem waren zahlreiche Fahrzeuge den Kriegshandlungen zum Opfer gefallen. Die erste Nachkriegsbaureihe X 5600, deren Pläne noch zur Zeit der Deutschen Besetzung Frankreichs erarbeitet worden waren, eignete sich nur für den Verkehr auf schwach frequentierten Nebenbahnen.
Die Division d’études autorails (DEA) entwickelte daher das Konzept eines leichten vierachsigen Triebwagens, wobei aus Kostengründen auf Dieselmotoren aus der Lastkraftwagen-Herstellung zurückgegriffen wurde. Die Motoren der ersten Serie (Betriebsnummern X 5501 bis X 5526) stammten vom Hersteller Renault selbst, sie leisteten 110 kW. Alle weiteren Fahrzeuge wurden mit 117 kW starken Motoren der Schweizer Firma Saurer bestückt.
Erste Entwürfe für diese Triebwagen, die für den Einsatz auf Nebenstrecken im ganzen Land vorgesehen waren, wurden schon im März 1944 skizziert. Genau drei Jahre später verließ der erste Prototyp die Werkshalle von Renault.

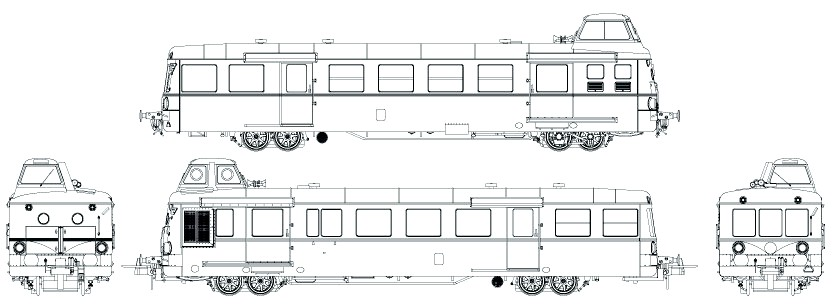
Zeichnung eines X 5800 – bis auf die Schiebetüren am Fahrgastabteil entsprach der X 5500 optisch weitgehend diesem Fahrzeugtyp

Wie der X 5600 und der X 3800 („Picasso“) wies die Mobylette nur einen erhöhten Fahrstand auf, der doppelt asymmetrisch über dem Motorraum an einem Fahrzeugende lag. Von dort aus konnte das Fahrzeug in beide Richtungen gesteuert werden. Hinter dem Motorraum lag das Gepäckabteil, an das sich der mit 63 Sitzplätzen ausgestattete Fahrgastraum anschloss. Durch den nachträglichen Einbau einer Toilette entfielen später drei Sitzplätze.
Die Triebwagen waren unterhalb des Fensterbands rot, darüber cremefarben lackiert, wobei im Frontbereich die cremefarbene Fläche V-förmig bis zur Pufferbohle heruntergezogen war. Sie waren für den Betrieb mit einem Beiwagen verschiedener Bauarten konzipiert. Bemerkenswert war der Umstand, dass ihre vier Achsen nicht in Drehgestellen gelagert waren. Unter dem querliegenden Motor befand sich die Antriebsachse, die über ein mechanisches Vierganggetriebe mit Wendevorrichtung angesprochen wurde. Dicht davor lag eine Laufachse, deren Räder den gleichen Durchmesser hatten. Entsprechend waren die beiden unmotorisierten Achsen am anderen Fahrzeugende angeordnet. Dadurch ergab sich die ungewöhnliche Achsfolge 1A2. Der minimale Achsstand wurde gewählt, um zusammen mit einer Seitenverschiebbarkeit der Achsen die Kurvengängigkeit zu gewährleisten.

## Einsatz und Verbleib

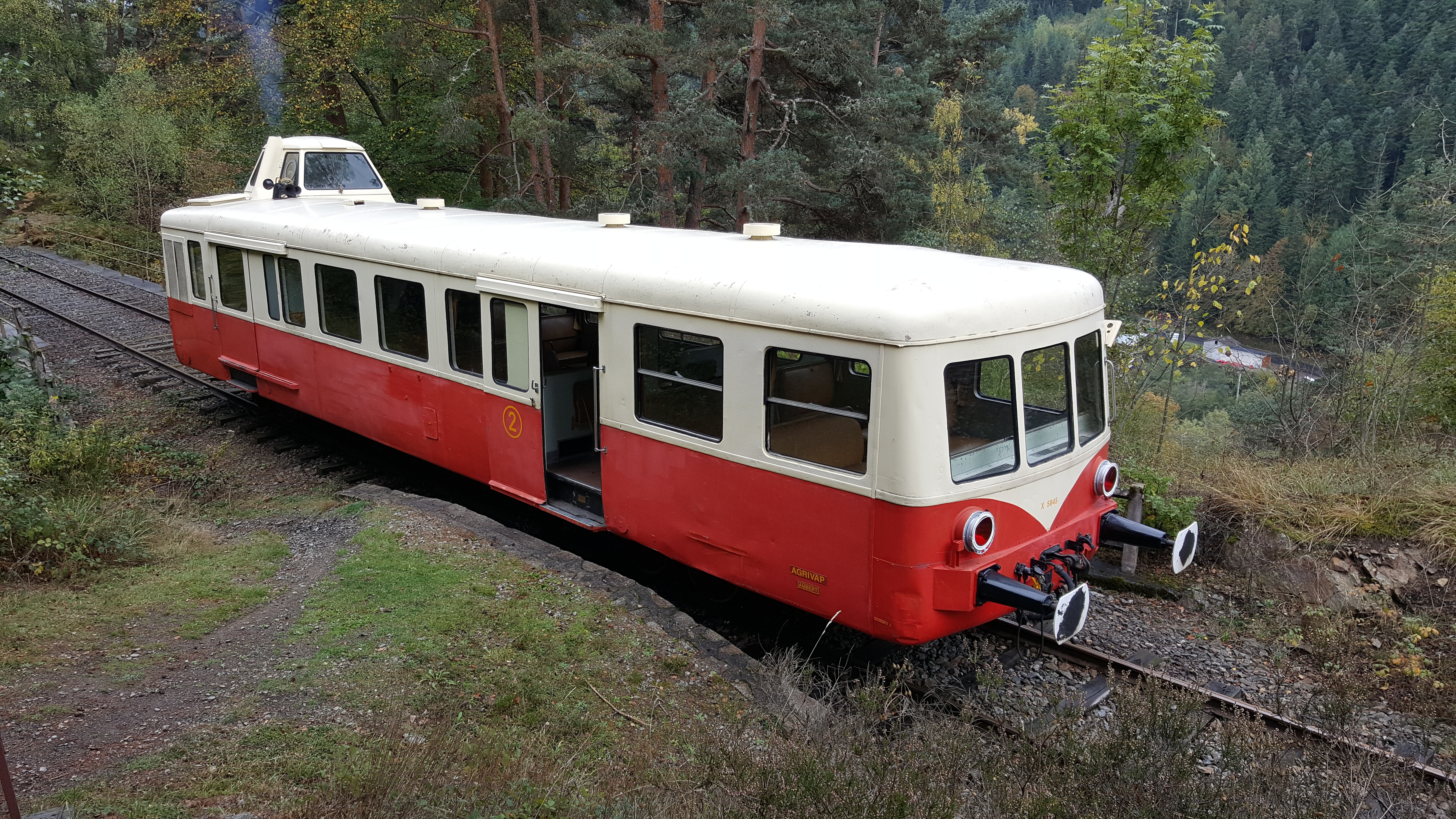
„Mobylette“ X 5845 der Nachfolgebaureihe X 5800

Dank ihrer kräftigen Motoren und des niedrigen Kraftstoffverbrauchs erfüllten die zwischen 1948 und 1951 ausgelieferten Triebwagen die in sie gesetzten Erwartungen. Mit den X 5800 entstand in den Jahren 1953/54 eine 55 Fahrzeuge umfassende Nachfolgebaureihe, die sich nur geringfügig – vor allem durch Außenschiebe- anstelle der Falttüren am Zugang zum Fahrgastabteil – von den X 5500 unterschied.
1977 wurden die letzten Mobylettes abgestellt. Die Triebwagen X 5506 und X 5509 blieben bei der Museumsbahn Chemin de fer de la vallée de l’Eure (CFVE) in Pacy-sur-Eure erhalten.